# Michela Carrara
Michela Carrara (* 10. Mai 1997 in Aosta) ist eine italienische Biathletin. Sie wurde 2017 Juniorenweltmeisterin im Sprint und startet seit 2020 im Weltcup.

## Werdegang
Michela Carrara ist die Nichte des olympischen Silbermedaillengewinners Pieralberto Carrara. In ihrer frühen Kindheit trat sie dem örtlichen Skiclub SC Valdigne Mont Blanc bei und war zunächst im Skilanglauf aktiv, ehe sie nach wenigen Jahren zum Biathlon wechselte. Später wurde sie Mitglied der Sportgruppe des Italienischen Heeres (Centro Sportivo Esercito).
Nach Erfolgen in nationalen Nachwuchswettbewerben nahm Carrara von 2015 bis 2019 an fünf aufeinanderfolgenden Jugend- und Juniorenweltmeisterschaften teil. 2017 wurde sie in Brezno-Osrblie vor der Norwegerin Ingrid Landmark Tandrevold Juniorenweltmeisterin im Sprint und gewann einen Tag später hinter Walerija Wasnezowa aus Russland die Silbermedaille in der Verfolgung. Im Winter 2018/19 debütierte sie im IBU-Cup, der zweithöchsten Wettkampfserie im Erwachsenenbereich, wo sie zum Saisonende ihr bestes Ergebnis mit einem sechsten Rang im Sprint von Martell erzielte. Auch zu Beginn des folgenden Winters startete sie als B-Kader-Athletin zunächst im IBU-Cup, wurde aber im Januar 2020 in Oberhof erstmals ins Weltcupteam berufen und erhielt in der Folge sowohl in Einzelrennen als auch in der Staffel regelmäßige Einsätze, wobei sie die formschwache Nicole Gontier ersetzte. Mit der Staffel belegte sie als bestes Ergebnis einen sechsten Rang im März 2020 in Nové Město. Carrara nahm auch an den Heim-Weltmeisterschaften 2020 in Antholz teil. Dort erreichte sie als bestes Einzelergebnis einen 49. Platz im 15-Kilometer-Rennen und trat zudem als Schlussläuferin der italienischen Staffel gemeinsam mit Lisa Vittozzi, Dorothea Wierer und Federica Sanfilippo an. Die zur Halbzeit in Führung liegende Mannschaft war bereits nach zwei Strafrunden Sanfilippos auf den fünften Rang zurückgefallen, Carrara schoss eine weitere Strafrunde und kam auf dem zehnten Rang ins Ziel.
Im Frühjahr 2020 nahm der italienische Wintersportverband Carrara als eine von vier Biathletinnen in die A-Mannschaft auf (neben Wierer, Vittozzi und Irene Lardschneider), womit sie zur deutlichen Verjüngung des Kaders beitrug. Sie brach sich in der Saisonvorbereitung das Schlüsselbein und erkrankte an COVID-19. Nach einer mehrmonatigen Regenerationsphase startete sie erst ab Januar 2021 regelmäßig im Weltcup und lief in Antholz mit der italienischen Frauenstaffel auf den vierten Rang. Ihre ersten Weltcuppunkte in Einzelrennen erzielte Carrara bei den Weltmeisterschaften 2021 auf der Pokljuka unter anderem als 23. im Sprint. Bei den Olympischen Winterspielen 2022 wurde sie im 15-Kilometer-Einzelrennen eingesetzt und belegte bei ihrem Olympiadebüt den 60. Rang. Carrara trat in der Saison 2021/22 abwechselnd im Weltcup und im IBU-Cup an, wobei sie in der zweitklassigen Wettkampfserie beim Sprint in der Lenzerheide Anfang März 2022 ihren ersten Sieg feierte.
Für Aufsehen sorgte die aus dem Aostatal stammende Athletin bei der EM knapp ein Jahr später am gleichen Ort. Im ersten Wettbewerb beim Fraueneinzel über 15 km stand ihr Sieg vermeintlich schon fest, jedoch waren ihre zwei Schießfehler aufgrund eines Crossfires der US-Amerikanerin Jackie Garso nicht bemerkt worden. Der italienische Trainer machte in Absprache mit seiner Athletin die Jury darauf aufmerksam, daher wurde Carrara auf den elften Rang zurückgestuft. Im Anschluss erhielt sie vom Organisationskomitee der Veranstaltung einen personalisierten Fairplay-Preis.
Ihr bestes Resultat bis zu diesem Zeitpunkt in der Eliteklasse der Erwachsenen gelang der Italienerin bei der Weltmeisterschaft 2025 in Lenzerheide im Sprint, als sie mit einem Schießfehler den fünften Rang von 91 Teilnehmerinnen belegte.

## Platzierungen im Biathlon-Weltcup
Die Tabelle zeigt alle Platzierungen (je nach Austragungsjahr einschließlich Olympische Spiele und Weltmeisterschaften).
- 1.–3. Platz: Anzahl der Podiumsplatzierungen
- Top 10: Anzahl der Platzierungen unter den ersten zehn (einschließlich Podium)
- Punkteränge: Anzahl der Platzierungen innerhalb der Punkteränge (einschließlich Podium und Top 10)
- Starts: Anzahl gelaufener Rennen in der jeweiligen Disziplin
- Staffel: inklusive Mixed- und Single-Mixed-Staffeln

| Platzierung               | Einzel | Sprint | Verfolgung | Massenstart | Staffel | Gesamt |
| ------------------------- | ------ | ------ | ---------- | ----------- | ------- | ------ |
| 1. Platz                  |        |        |            |             |         |        |
| 2. Platz                  |        |        |            |             |         |        |
| 3. Platz                  |        |        |            |             |         |        |
| Top 10                    |        |        |            |             | 13      | 13     |
| Punkteränge               | 2      | 5      | 4          |             | 15      | 26     |
| Starts                    | 9      | 21     | 8          |             | 15      | 53     |
| Stand: Saisonende 2023/24 |        |        |            |             |         |        |

### Weltcupwertungen
Ergebnisse bei Biathlon-Weltcups (Disziplinen- und Gesamtweltcup) gemäß Punktesystem:
| Saison  | Einzel | Einzel | Sprint | Sprint | Verfolgung | Verfolgung | Massenstart | Massenstart | Gesamt | Gesamt |
| Saison  | Platz  | Punkte | Platz  | Punkte | Platz      | Punkte     | Platz       | Punkte      | Platz  | Punkte |
| ------- | ------ | ------ | ------ | ------ | ---------- | ---------- | ----------- | ----------- | ------ | ------ |
| 2019/20 | –      | 0      | –      | 000    | –          | 0          | –           | –           | –      | 000    |
| 2020/21 | 55.    | 10     | 70.    | 018    | 76.        | 03         | –           | –           | 74.    | 031    |
| 2021/22 | –      | 0      | –      | 000    | –          | –          | –           | –           | –      | 000    |
| 2022/23 | –      | 0      | –      | 000    | –          | 0          | –           | –           | –      | 000    |
| 2023/24 | 58.    | 11     | 38.    | 058    | 50.        | 29         | –           | –           | 44.    | 098    |
| 2024/25 | 41.    | 25     | 29.    | 102    | 36.        | 62         | 55.         | 4           | 38.    | 193    |

### Olympische Winterspiele
Die Tabelle zeigt alle Platzierungen bei Olympischen Winterspielen:
| Olympische Winterspiele | Olympische Winterspiele | Einzelwettbewerbe | Einzelwettbewerbe | Einzelwettbewerbe | Einzelwettbewerbe | Staffelwettbewerbe | Staffelwettbewerbe |
| Jahr                    | Ort                     | Einzel            | Sprint            | Verfolgung        | Massenstart       | Frauenstaffel      | Mixed-Staffel      |
| ----------------------- | ----------------------- | ----------------- | ----------------- | ----------------- | ----------------- | ------------------ | ------------------ |
| 2022                    | Peking                  | 60.               | –                 | –                 | –                 | –                  | –                  |

### Weltmeisterschaften
Die Tabelle zeigt alle Platzierungen bei Weltmeisterschaften:
| Weltmeisterschaften | Weltmeisterschaften | Einzelwettbewerbe | Einzelwettbewerbe | Einzelwettbewerbe | Einzelwettbewerbe | Staffelwettbewerbe | Staffelwettbewerbe | Staffelwettbewerbe |
| Jahr                | Ort                 | Einzel            | Sprint            | Verfolgung        | Massenstart       | Frauenstaffel      | Mixed-Staffel      | S.-M.-Staffel      |
| ------------------- | ------------------- | ----------------- | ----------------- | ----------------- | ----------------- | ------------------ | ------------------ | ------------------ |
| 2020                | Antholz             | 49.               | 67.               | –                 | –                 | 10.                | –                  | –                  |
| 2021                | Pokljuka            | 31.               | 23.               | 38.               | –                 | 09.                | –                  | –                  |
| 2024                | Nové Město          | –                 | 45.               | 33.               | –                 | –                  | –                  | –                  |
| 2025                | Lenzerheide         | 27.               | 05.               | 08.               | 13.               | 07.                | –                  | –                  |

### Europameisterschaften
Die Tabelle zeigt alle Platzierungen bei Europameisterschaften:
| Weltmeisterschaften | Weltmeisterschaften | Einzelwettbewerbe | Einzelwettbewerbe | Einzelwettbewerbe | Staffelwettbewerbe | Staffelwettbewerbe |
| Jahr                | Ort                 | Einzel            | Sprint            | Verfolgung        | Mixed-Staffel      | S.-M.-Staffel      |
| ------------------- | ------------------- | ----------------- | ----------------- | ----------------- | ------------------ | ------------------ |
| 2019                | Minsk-Raubitschy    | 32.               | 69.               | –                 | 8.                 | –                  |
| 2023                | Lenzerheide         | 11.               | 19.               | 8.                | 8.                 | –                  |

### Juniorenweltmeisterschaften
Die Tabelle zeigt alle Platzierungen bei Juniorenweltmeisterschaften:
| Weltmeisterschaften | Weltmeisterschaften | Einzelwettbewerbe | Einzelwettbewerbe | Einzelwettbewerbe | Frauenstaffel |
| Jahr                | Ort                 | Einzel            | Sprint            | Verfolgung        | Frauenstaffel |
| ------------------- | ------------------- | ----------------- | ----------------- | ----------------- | ------------- |
| 2015                | Minsk-Raubitschy    | 48.               | 31.               | 41.               | DNS           |
| 2016                | Cheile Grădiștei    | DNS               | 23.               | 21.               | 08.           |
| 2017                | Osrblie             | 42.               | 01.               | 02.               | 13.           |
| 2018                | Otepää              | 49.               | 23.               | 22.               | 06.           |
| 2019                | Osrblie             | 24.               | 14.               | 11.               | 04.           |

### IBU-Cup-Siege
Die Tabelle listet alle Siege im IBU-Cup:
| Nr. | Datum        | Ort         | Disziplin |
| --- | ------------ | ----------- | --------- |
| 1.  | 3. März 2022 | Lenzerheide | Sprint    |